# Berit Woelfer
Berit Woelfer, född Björkman 1925 i Kalmar, död 2001 i Torekov, var en svensk textilkonstnär.
Woelfer studerade vid textillinjen på Konstfack och knöts efter avslutande studier till Elsa Gullbergs Textil och Inredningar. Hon utförde även uppdrag för Svensk Hemslöjd där hon formgav färgstarka mattkompositioner. Därefter arbetade hon under många år med mönstergivning av mattor för Kasthall. Som frilans kom hon att utföra uppdrag för Strömma Textil och Kooperativa förbundet samt möbeltyger för textilföretaget Marks Pellevävare. Under 1970-talet inledde hon ett samarbete med det finska företaget Tampella där hon bland annat formgav tygkollektionerna Cook och Arc. 
Woelfer är representerad vid bland annat Designarkivet.